# Дива (фильм)
«Дива» (англ. Diva) — фильм французского режиссёра Жан-Жака Бенекса, его полнометражный дебют, снятый по мотивам одноимённого романа Даниеля Одье.

## История создания
Дебют Бенекса продюсеры сочли неудачным и фильм чуть было не положили на полку, так как была уверенность, что его ждёт провал. Во Франции «Дива» получила прохладную прессу и четыре «Сезара»: за лучший дебют (режиссёр), работу звукооператора, композитора и оператора. С успехом фильм прошёл в США. В 1981 году «Дива» была включена в конкурсный показ Московского кинофестиваля и, несмотря на то, что была разгромлена советскими критиками, получила две награды: за музыку и изобразительное решение. В советском кинопрокате «Дива» демонстрировалась с купюрами и в чёрно-белом изображении. На кинофестивалях в Торонто, Хьюстоне и Лос-Анджелесе фильм получил призы зрительских симпатий.
Существует мнение, что дебютный фильм Бенекса — его самое совершенное произведение, точно отразившее дух своего времени и определившее путь кинематографа 1980-х годов.
Позднее для стиля, который исповедовал Бенекс, кинокритики придумали термин «необарокко», а самого режиссёра вместе с Люком Бессоном и Лео Караксом прозвали «Французской троицей необарокко».
Фредрик Джеймисон назвал «Диву» «первым постмодернистским фильмом».
По мнению продюсера Даниеля Тоскана дю Плантье (фр.), Бенекс «всколыхнул кинематографический пейзаж фильмом „Дива“, а сегодня мы можем сказать, что завоевывающая мир „Амели“ — это законное дитя „Дивы“».

## Сюжет
Жюль (Фредерик Андре), почтовый курьер, увлекается Синтией Хокинс (Вильгельмина Уиггинс Фернандес), оперной певицей, которая упорно отказывается записывать свой голос. Жюль тайком записывает её сольный концерт, свидетелями этого становятся два тайваньца. Сам того не подозревая, Жюль оказывается владельцем ещё одной записи, компрометирующей Сапорта (Жак Фабри), комиссара полиции и по совместительству руководителя крупной сети проституции. Молодого человека одновременно преследуют тайваньцы — представители фирмы звукозаписи и подручные Сапорта. Жюль находит убежище у своего нового знакомого Сержа Городича (Ришар Боринже) и его подруги Альбы. Городич помогает Жюлю выбраться из сложной ситуации.

## В ролях
- Фредерик Андре — Жюль
- Вильгельминия Уиггинс Фернандес — Синтия Хокинс
- Ролан Бертен — Вайнштад
- Ришар Боринже — Городич
- Жерар Дармон — Антилец
- Шанталь Деруаз — Надя
- Жак Фабри — Жан Сапорта
- Патрик Флоршам — Затопек
- Тхюй Ан Лю — Альба
- Анни Роман — Паула
- Доминик Пиньон — Кюре
- Жан-Жак Моро — Кранц

## Музыкальное сопровождение
- Ария Ebben? Ne andrò lontana из оперы «Валли» (1892) Альфредо Каталани — исполняет Вильгельмина Уиггинс Фернандес в сопровождении Лондонского симфонического оркестра, дирижёр Владимир Косма.
- Promenade sentimentale — композитор Владимир Косма, исполняет Владимир Косма (фортепиано).
- Ave Maria — композитор Шарль Гуно, исполняет Вильгельмина Уиггинс Фернандес.

## Награды
- «СЕЗАР» в номинации «Лучший дебютный фильм» (1981);
- «СЕЗАР» в номинации «Оператор» (1981);
- «СЕЗАР» в номинации «Композитор» (1981);
- «СЕЗАР» в номинации «Звукооператор» (1981).